# Kanalbrücke über die Stever

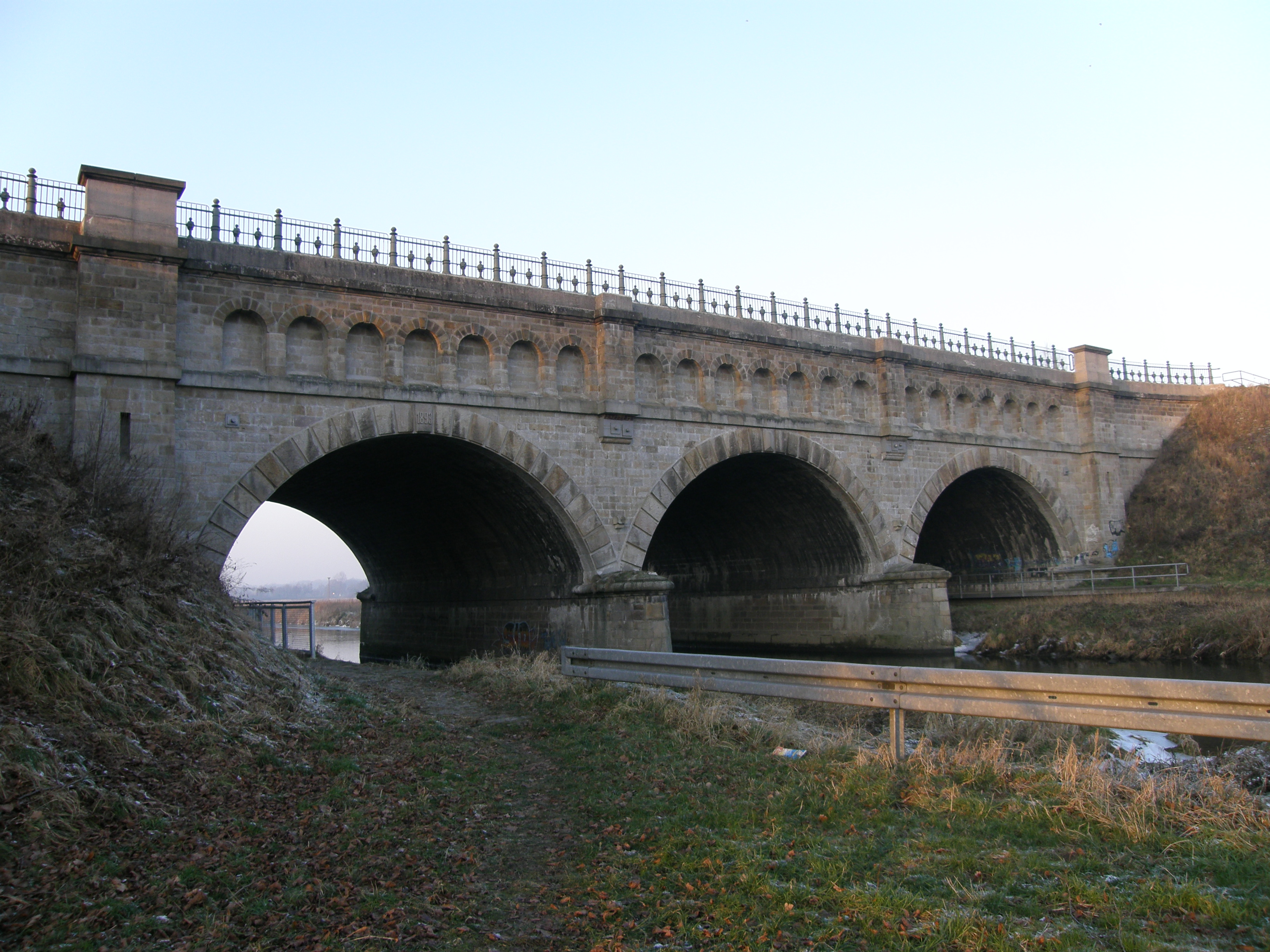
Kanalbrücke über die Stever

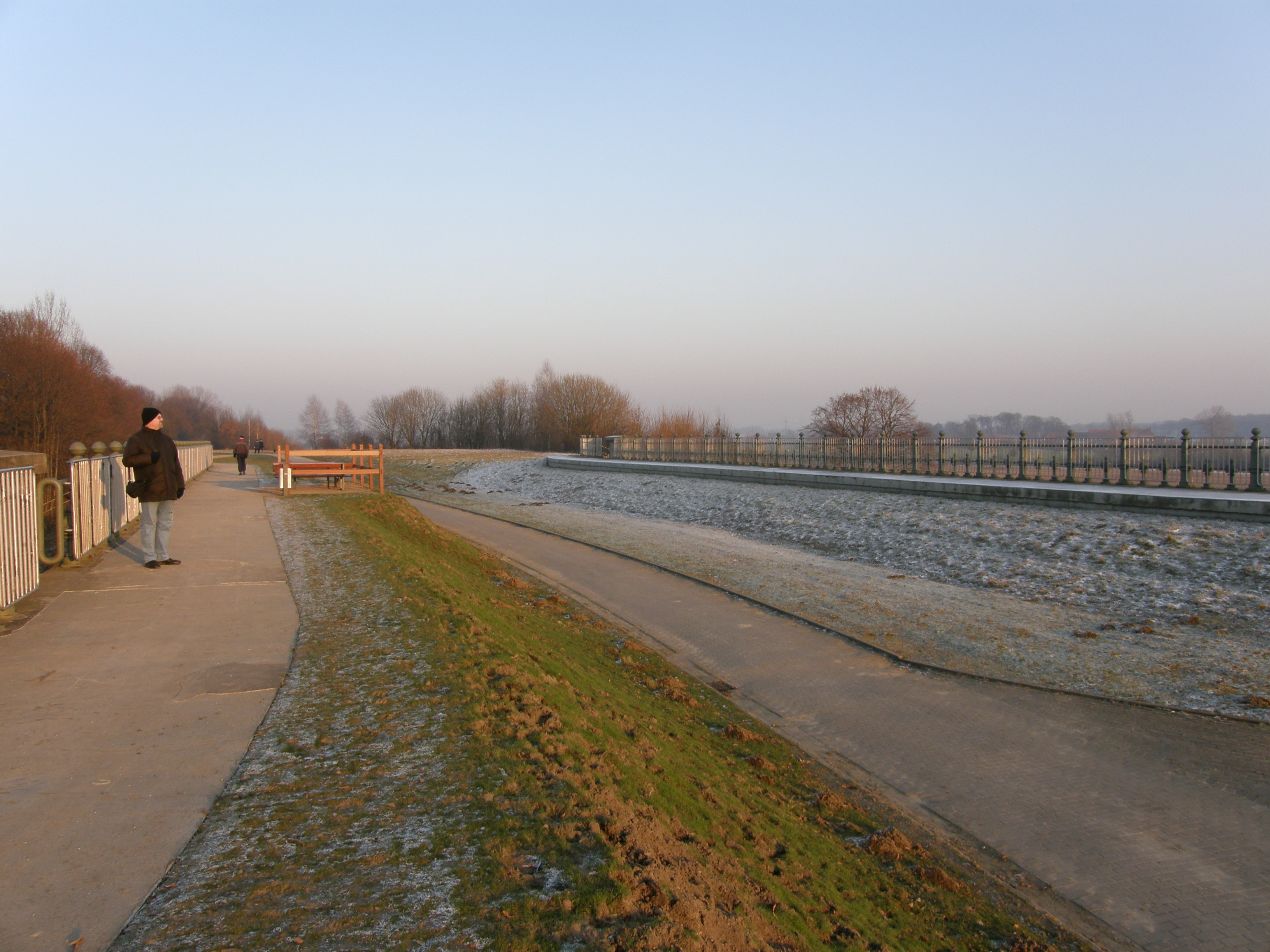
Leerer Brückentrog mit Rad- und Wanderweg bzw. -rastplatz

Die Kanalbrücke über die Stever führte die Alte Fahrt des Dortmund-Ems-Kanals (DEK) im Norden von Olfen über die Stever. 
Die Brücke ist eines von drei historischen Brückenbauwerken der Alten Fahrt des Dortmund-Ems-Kanals. Weiter südlich überquert der DEK mit der Schiefen Brücke die Oststraße in Olfen und mit einer weiteren Kanalbrücke die Lippe. 
Die Kanalüberführung wurde unter Leitung des Königlich Preußischen Oberbaudirektors Karl Hinckeldeyn im Stil des Historismus
entworfen und 1894 ausgeführt. Sie ähnelt stark den beiden anderen Brücken, da die Stirnflächen aller drei Bauwerke aus Ruhrsandstein bestehen. 
An der Brücke beginnen die Steverauen, ein renaturiertes Naherholungsgebiet mit halbwild weidenden Heckrindern und Konik-Pferden, das sich bis zur Füchtelner Mühle hinzieht.
Brückentrog und Alte Fahrt sind in diesem Bereich nicht mehr mit Wasser gefüllt. Sie wurden in die Wander- und Radwege rund um Olfen einbezogen.